# Synema luridum
Synema luridum là một loài nhện trong họ Thomisidae.
Loài này thuộc chi Synema. Synema luridum được Eugen von Keyserling miêu tả năm 1880.